# Giovanni Battista Altieri (1589-1654)
Giovanni Battista Altieri (Roma, 20 de junho de 1589 - Narni, 26 de novembro de 1654) foi um cardeal do século XVIII

## Biografia
Nasceu em Roma em 20 de junho de 1589. Filho de Lorenzo Altieri e Vittoria Delfini. Batizado naquela igreja paroquial, em 20 de junho de 1589. Patrício romano. Irmão do Papa Clemente X. Sobrinho de Gentile Delfino, governador e bispo de Camerino.
Obteve o doutorado em teologia e in utroque iure , direito canônico e civil, em Roma.
Foi ordenado sacerdote em 1º de dezembro de 1613, em Roma, pelo cardeal Giovanni Garzia Mellini. Cônego teólogo da basílica patriarcal do Vaticano, 1613.
Eleito bispo de Camerino, em 26 de fevereiro de 1624. Consagrada, em 12 de março de 1624, capela de S. Gregorio, basílica patriarcal da Libéria, pelo cardeal Scipione Caffarelli-Borghese, auxiliado por Raffaele Inviziati, bispo de Zante, e por Vincenzo Landinelli, bispo de Albenga; Fausto Caffarelli, arcebispo de Santaseverina, e Ottavio Broglia, bispo de Asti, também foram consagrados na cerimônia. Renunciou ao governo da diocese de Camerino em favor de seu irmão Emilio Altieri, futuro Papa Clemente X, antes de 27 de novembro de 1627. Custode del Sigillo da Penitenciária Apostólica. Visitador apostólico de seis dioceses suburbicárias. Vice-regente de Roma, de 14 de fevereiro de 1637 a 27 de março de 1643.
Criado cardeal sacerdote no consistório de 13 de julho de 1643; recebeu o gorro vermelho e o título de S. Maria sopra Minerva, em 31 de agosto de 1643. Transferido para a sé de Todi, em 31 de agosto de 1643. Participou do conclave de 1644, que elegeu o Papa Inocêncio X.
Morreu em Narni em 26 de novembro de 1654, às 22 horas, de uma apoplexia, durante uma viagem a Roma. A notícia de sua morte chegou a Roma em 28 de novembro de 1654. Transferido para Roma, foi sepultado na capela de sua família na igreja de S. Maria sopra Minerva, Roma.